# Euneornis campestris
El semillero azulillo o pinzón jamaiquino (Euneornis campestris) es una especie de ave paseriforme de la familia Thraupidae endémica de la isla de Jamaica, en el Mar Caribe. Es la única especie del género Euneornis. 

## Distribución y hábitat
Se encuentra únicamente en Jamaica. Su hábitat natural son los bosques húmedos bajos tropicales, también es común en plantaciones de café sombreadas y bosques secundarios altamente degradados; desde el nivel del mar hata los 1500 m de altitud; es más común en elevaciones medias.

## Descripción
Mide en promedio 14 cm de longitud. El macho adulto es muy peculiar, con el cuerpo de color azul cobalto y un parche anaranjado en la garganta. La hembra tiene las partes superiores de color gris oliva y las partes inferiores amarillo oliva apagado, con la cabeza gris. Los machos juveniles son similares a la hembra. El pico es puntiagudo y algo curvado. Se alimenta de frutos y néctar, y es un ave común en el dosel y en los bordes de bosques, donde haya frutos o flores. Anda en parejas o asociado a bandadas mixtas, con otros nectarívoros o insectívoros, especialmente cuando se alimentan en árboles floridas emergentes.

## Sistemática

### Descripción original
La especie E. campestris fue descrita por primera vez por el naturalista sueco Carlos Linneo en 1758 bajo el nombre científico Motacilla campestris; su localidad tipo es: «Jamaica».
El género Euneornis fue propuesto por el naturalista austríaco Leopold Fitzinger en 1856.

### Etimología
El nombre genérico masculino Euneornis es una combinación de la palabra del griego «eu» que significa ‘bueno’, y del género Neornis; y el nombre de la especie «campestris» deriva del latín y significa ‘del campo’, ‘de la planicie’.

### Taxonomía
Los datos genéticos de Burns et al. 2002, 2003 suministraron un fuerte soporte para un grupo monofilético formado por Coereba, Tiaris, y los pinzones de Galápagos (Certhidea, Platyspiza, Camarhynchus y Geospiza, e incluyendo Pinaroloxias), así como también los géneros caribeños Euneornis, Loxigilla, Loxipasser, Melanospiza y Melopyrrha anteriormente colocados en Emberizidae; este grupo parece embutido dentro del linaje de los tráupidos. Finalmente, los estudios de Barker et al. (2013) y Burns et al. (2014) confirmaron fuertemente la monofilia del clado descrito más arriba y propusieron el nombre de una subfamilia Coerebinae, para designarlo, y su inclusión en la familia Thraupidae, posición que es actualmente seguida por todas las clasificaciones. Es monotípica.